# Condorchelys antiqua
La condorchelide (Condorchelys antiqua) è una tartaruga estinta. Visse nel Giurassico medio (Calloviano, circa 164 milioni di anni fa) e i suoi resti fossili sono stati ritrovati in Argentina.

## Descrizione
Conosciuta principalmente per resti del cranio e del carapace, Condorchelys possedeva un miscuglio di caratteristiche plesiomorfiche (primitive) e derivate (evolute). Tra le prime si ricordano la presenza di una vacuità interpterigoide aperta, un basicranio di foggia primitiva, ampi scudi vertebrali nel carapace. Tra le caratteristiche derivate, invece, vi era la morfologia della cavità timpanica e l'assenza di denti. Le dimensioni di Condorchelys erano abbastanza ridotte, e l'intero animale non doveva superare i 30 centimetri di lunghezza.

## Classificazione
Condorchelys antiqua venne descritto per la prima volta nel 2008, sulla base di resti fossili ritrovati nella formazione Cañadón Asfalto in Patagonia (Argentina) in terreni del Calloviano. Altri resti sono stati ritrovati in seguito, nella medesima formazione (Sterli et al., 2015).
Il risultato delle analisi cladistiche dello studio del 2015 indica Condorchelys antiqua come una tartaruga basale, ma comunque più derivata delle forme del Triassico (come Proganochelys e Proterochersis) e di Australochelys africanus. Condorchelys è posta in una politomia insieme ad altre tartarughe arcaiche del Giurassico inferiore (come Kayentachelys aprix e Indochelys spatulata) e il clade formato dalle tartarughe attuali (Sterli et al., 2015).

## Paleoecologia
Sembra che Condorchelys abbia adottato uno stile di vita parzialmente acquatico.